# 옥전국민학교 옥성분교
옥전국민학교 옥성분교는 경상북도 의성군 옥산면에 있었던 국민학교 분교이다.

## 연혁
- 1952년 2월 8일 옥성국민학교 설립 인가
- 1952년 4월 1일 옥성국민학교 개교
- 1991년 3월 1일 옥전국민학교 분교장 격하 편입
- 1992년 3월 1일 폐교 및 옥전국민학교 통폐합